# Серет
Серет или Ћерет  (алб. Qerret i Madh) је село на сјеверу Албаније у саставу општине Пука. 2011. године село је имало 1,498 становника.
Иван Јастребов је писао о овом мјесту да је ту и прије Немањића био каравански пут за Рашку, кроз Серет. Мост из римских времена је постојао и у вријеме турске владавине овим просторима. Житељи овог села као и села Кчира су се често сукобили око власништва над оближњом планином Сербуном. У селима Кчира и Серету је у доба Јастребова било 60 католичких и 20 муслиманских кућа. Између Гревени и Љеша је ad Picarias тј. Серет хан, који је од оба та пункта удаљен 30 римских миља. Од Серета до Љеша има 10 сати, и од Серета до Гревани такође око 10 сати. Највише сат времена од Пуке налази се кан Керет, а улијево је и село истог имена, а понекад се чује и Серет. Јастребов сматра да је назив од Серед, Сред, Средине Дукађина. До западног Дања има 8 сати. На исток до Везировог моста има 8 сати. И ка југу до Селитског дијела, тј. до Матске границе има осам сати и сјеверно до Грије има 8 сати. Хан се ни по чему не истиче од других, село је смјештено лијево од хана и од Пуке било је римска станица ad Picarias, тј. код Пуке. Село је на дивној равници. Ко путује из Пуке у Фризу и Малесију иде прво у село Серет, а затим старим путем за Селце, Ибалу и Фризу. Хан Серет је од Пуке удаљен један сат. Код Серета је била караула која је и у доба Јастребова била срушена. 